# Xylocopa modesta
Xylocopa modesta är en biart som beskrevs av Smith 1854. Xylocopa modesta ingår i släktet snickarbin, och familjen långtungebin.

## Underarter
Arten delas in i följande underarter:
- X. m. modesta
- X. m. denasata
- X. m. miniata

## Bildgalleri

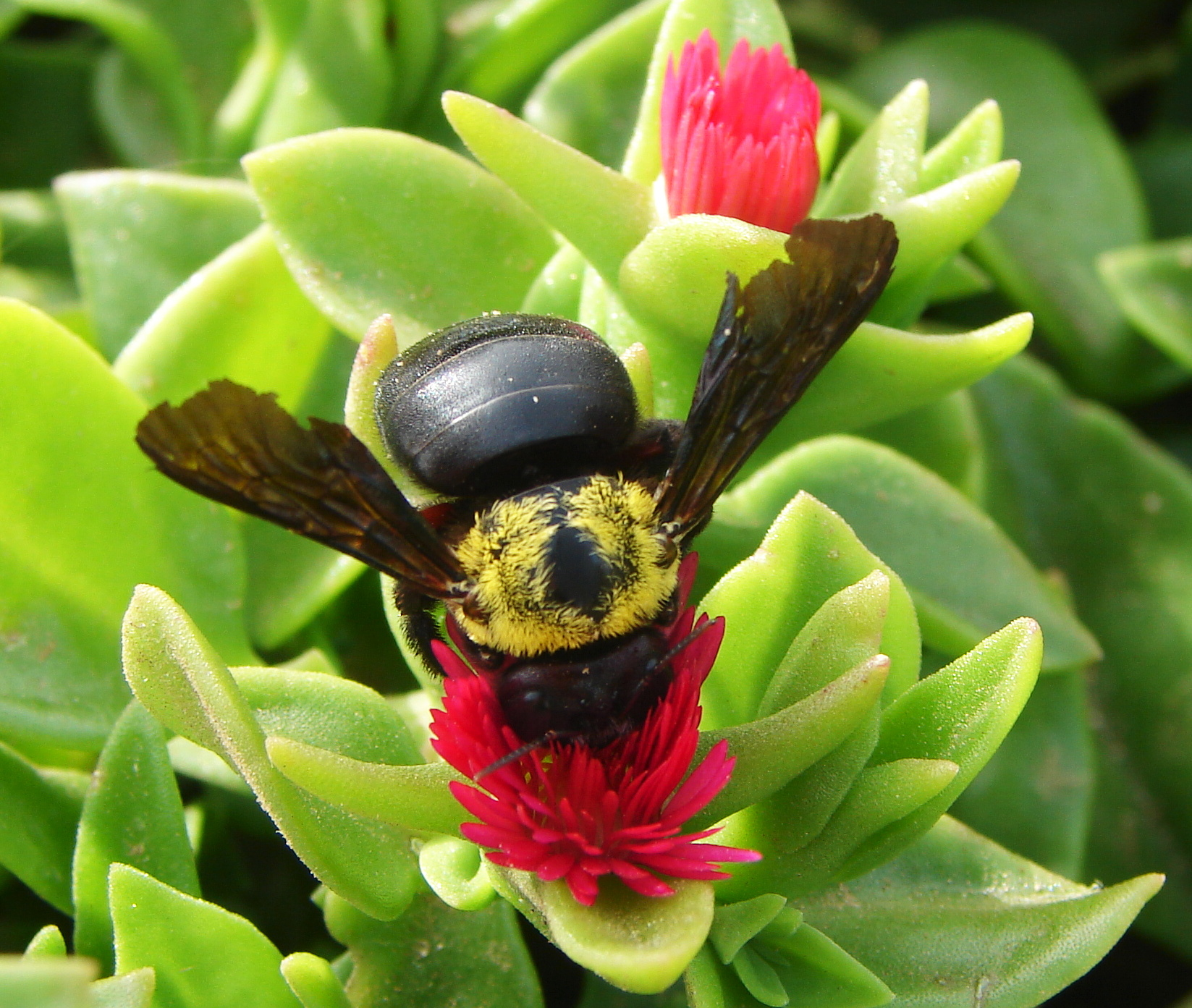